# مقاطعة بهاكتابور
[بحاجة لمصدر]
مقاطعة بهاكتابور هي مدينة من مدن نيبال. يبلغ عدد سكانها 304651 نسمة وذلك حسب إحصائيات سنة 2011. تبلغ مساحتها 119 كم². وهي أصغر مقاطعة من بين مقاطعات النيبال الخمس والسبعين.